# Grevillea quinquenervis
Grevillea quinquenervis là một loài thực vật có hoa trong họ Quắn hoa. Loài này được J.M.Black miêu tả khoa học đầu tiên năm 1909.